# Verbena hispida
Verbena hispida — вид рослин родини Вербенові (Verbenaceae), населяє північ Аргентини, Парагвай, Чилі, Болівію, Перу, Еквадор.

## Опис
Багаторічна трава або напівчагарничок 30–50(80) см заввишки з лежачими гілками при основі, які потім випрямляються вертикально, стебла зі змінним запушенням. Листки сидячі, (3)4–6(10) x 1.5–2.5 см, довгасті, еліптичні або вузько яйцеподібні, верхівки гострі або тупі, поля цілісні до основи, неправильно розрізано-зубчасті на дистальній половині, зубці різкі верхівково-загострені; є залозисті волоски на обох поверхнях або запушення з обох сторін без залозистих волосків; видні жилки на нижній стороні. Квіткові приквітки еліптичні або вузько-яйцеподібні, 2–4.5 мм завдовжки, дещо більші або рівні по довжині, ніж чашечка; верхівки гостро-загострені; поля волосисті. Чашечка довжиною 2–3.5 мм, з 5 гострими трикутними зубами, запушеність змінна від жорстких волосків з рясними залозистими волосками до майже оголеної з притиснутими незалозистими волосками. Віночок блакитний, фіалковий, бузковий або білий; трубка 4–5 мм довжиною.

## Поширення
Населяє північ Аргентини, Парагвай, Чилі, Болівію, Перу, Еквадор; натуралізований в Австралії. Росте на узліссях, в кущах, на стерні, дуже поширена уздовж шляхів. Переважно населяє низькі суглинні й глинясті вологі ґрунти.